# Zanim
Zanim è l'album di debutto della cantante polacca Natalia Sikora, pubblicato il 3 giugno 2013 su etichetta discografica Agencja Artystyczna MTJ.

## Tracce
1. Dom wschodzącego słońca – 5:06
2. Oto królestwo – 4:58
3. Czarne włosy – 4:29
4. Piosenka o księżycu z Alabamy – 5:13
5. Jenny korsarka – 4:31
6. Pieśń o armatach – 2:52
7. Testament – 5:23
8. Ciemności bezimenności – 3:35
9. Król tusz – 4:04
10. Trup Joe – 2:42
11. Kochaj mnie – 4:52

## Classifiche
| Classifica (2013) | Posizione massima |
| ----------------- | ----------------- |
| Polonia           | 50                |